# We Are the World 25 for Haiti
We Are the World 25 for Haiti è un singolo musicale pubblicato il 12 febbraio 2010 e realizzato da artisti vari a scopo di beneficenza nei confronti delle vittime del terremoto di Haiti del 2010. È la cover della celebre We Are the World che fu interpretata nel 1985 con motivazioni analoghe da artisti vari accreditatisi come USA for Africa. All'incisione hanno partecipato 85 artisti di fama internazionale. Le parole 25 for Haiti sono state aggiunte in coda al titolo per ricordare i 25 anni trascorsi dalla versione originale. Il video musicale contiene anche una breve esecuzione di Michael Jackson, autore della prima versione insieme a Lionel Richie (principale promotore, oltre che produttore, dell'iniziativa più recente), tratto dalla registrazione del 1985 precedente alla sua morte.

## Artisti partecipanti

### Solisti
- Justin Bieber
- Nicole Scherzinger
- Jennifer Hudson
- Jennifer Nettles
- Josh Groban
- Tony Bennett
- Mary J. Blige
- Barbra Streisand
- Miley Cyrus
- Enrique Iglesias
- Jamie Foxx
- Wyclef Jean
- Adam Levine
- Pink
- BeBe Winans
- Michael Jackson
- Janet Jackson
- Usher
- Céline Dion
- Orianthi
- Fergie
- Nick Jonas
- Toni Braxton
- Mary Mary
- Isaac Slade
- Lil Wayne
- Carlos Santana
- Akon
- T-Pain
- LL Cool J
- will.i.am
- Snoop Dogg
- Busta Rhymes
- Swizz Beatz
- Iyaz
- Kanye West

### Cori
- Patti Austin
- Philip Bailey
- Fonzworth Bentley
- Bizzy Bone
- Ethan Bortnick
- Jeff Bridges
- Zac Brown
- Brandy
- Kristian Bush
- Natalie Cole
- Harry Connick Jr.
- Nikka Costa
- Kid Cudi
- Fairh Evans
- Melanie Fiona
- Sean Garrett
- Tyrese Gibson
- Antony Hamilton
- Keith Harris
- Rick Hendrix
- Keri Hilson
- Julianne Hough
- Nipsey Hussle
- Il Volo
- Inda.Arie
- Randy Jackson
- Taj Jackson
- Taryll Jackson
- TJ Jackson
- Al Jardine
- Jimmy Jean-Louis
- Ralph Johnson
- Joe Jonas
- Kevin Jonas
- Rashida Jones
- Gladys Knight
- Benji Madden
- Harlow Madden
- Joel Madden
- Katharine McPhee
- Jason Mraz
- Mýa
- Plain Pat
- Freda Payne
- A. R. Rahman
- RedOne
- Nicole Richie
- Kelly Rowland
- Raphael Saadiq
- Trey Songz
- Musiq Soulchild
- Jordin Sparks
- Robin Thicke
- Christina Aguilera
- Vince Vaughn
- Verdine White
- Geri Halliwell
- Ann Wilson
- Brian Wilson
- Ionut Bilcan